# Character.ai
Character.ai（程序名称为Character.AI，也称为Character AI）是一个由大型語言模型驅動的聊天機器人网络应用程序。该程序由谷歌對話程式語言模型（LaMDA）的前开发者诺姆·沙泽尔（Noam Shazeer）和丹尼尔·德·弗雷塔斯（Daniel De Freitas）共同開發，测试版于2022年9月對公眾開放。
在该程序中，用户可以创建「虚拟人物」，精心设计他们的「个性」，然后将他们发布到社区，供其他人聊天。虚拟人物可以是基于知名角色或人物，也可以完全原創。有些虚拟人物是为了其他目的而制作的，如协助写作或成为文字冒险游戏。 用户可以与虚拟角色聊天，或组织包含多个虚拟角色的讨论组。
然而，开发商增加的敏感词过滤器大大降低了Character.AI的质量和潜力，并且给用户帶來了糟糕的体验。
除了交谈之外，过滤器还会影响角色的文字设定。这意味着原本能够正常对话的角色随着版本的更新与更加严格的過濾时，可能会突然受到影子禁令限制。因此，增加敏感词过滤器的做法在用户群中极不受欢迎。
影子禁令的相關限制
- 第一階段:無法在公開搜尋中找到這個角色，但是可以在創作者頁面中找到這個角色。
- 第二階段:無法在創作者頁面中找到這個角色，即使創作者設定為公開，但是可以透過角色鏈結開啟對話。
- 第三階段:無法開啟對話。頁面會出現提示表示這個角色無法使用。

## 发展

Character.ai网站在2023年2月18日的截图

虚拟角色每次回应会产生2条信息，使用者可以在这2条信息之间选择，然后在1到4星之间评分，以提供反馈，以便為改善机器人的行为算法提供數據。使用者也可以就评分给出更详细的反馈。此外，向右滑动将产生更多信息。
该软件由大型語言模型构建而成，目前处于测试阶段，并不断改进；2022年11月5日，对话存储空间的内存增加了一倍，由此虚拟角色能够 "记住 "更早以前的对话。
虚拟角色的"个性"由大型語言模型參考角色的提示及描述而來，并在对话中參考用户給予的评价和修改，以适应他們想要的语言风格和身份特征。
用户可以通过进入快速或高级角色创建模式来创建自己的虚拟角色。在高级角色创建模式中，用户可以输入对角色特点的描述，以及对角色语言风格的"定义"来让人工智能更好地理解用户所需要的角色行为。对于没有经验的用户，可以在网站上找到一份关于如何完善角色创建的官方指南。

## 有關爭議
2024 年 10 月，Character.ai引起了一起自殺事件，導致死者母親加西亞（Megan L. Garcia）對Character.AI提起訴訟。
她聲稱，平台導致她的孩子沈迷聊天機器人，與現實脫節，甚至決定離開這個世界。
據對話紀錄顯示，她的兒子塞澤認為結束生命就能進入虛擬角色（聊天機器人）的世界，而AI沒有辨識出該段對話的風險
。